# Run All Night
Run All Night je debutové album americké zpěvačky-skladatelky Rachael Cantu. Tegan Quin z dua Tegan and Sara nazpívala doprovodné vokály k písni "Saturday".

## Seznam skladeb
| Pořadí         | Název                   | Délka |
| -------------- | ----------------------- | ----- |
| 1.             | Hear My Laughter        | 3:16  |
| 2.             | Saturday (s Tegan Quin) | 2:57  |
| 3.             | Sweat & Bones           | 2:20  |
| 4.             | Blood Laughs            | 3:36  |
| 5.             | This Breath Won't Hold  | 2:13  |
| 6.             | My First War            | 4:07  |
| 7.             | I Know You Will         | 3:38  |
| 8.             | Run All Night           | 5:09  |
| Celková délka: | Celková délka:          | 26:36 |